# 刘瑞琦 (帆船运动员)
刘瑞琦（英語：Cecilia Low，1991年4月1日—），新加坡女子帆船运动员，2010年亚洲运动会女子420级金牌得主、2014年亚洲运动会女子29人级银牌得主、2018年亚洲运动会女子49人FX级金牌得主、2022年亚洲运动会女子49人FX级铜牌得主。